# FreePBX
FreePBX es una GUI (Interfaz gráfica de usuario) de código abierto basado en Web  que controla y dirige Asterisk, un servidor de VoIP.
FreePBX está licenciado bajo la GNU General Public License y es un componente del FreePBX Distro (una distribución de GNU/Linux, basada en CentOS con el sistema PBX pre-instalado); También se incluye como una pieza clave de otras distribuciones como Elastix, Trixbox y AsteriskNOW.
FreePBX fue adquirida por Schmooze.com a principios de 2013;que a su vez fue adquirida por Sangoma Technologies Corporation el 2 de enero de 2015.

## Instalación
FreePBX puede ser instalado manualmente o como parte de una distribución pre-configurada con FreePBX  que normalmente incluyen el sistema operativo del sistema, Asterisk, el GUI FreePBX y otras dependencias:
Las siguientes distribuciones de código abierto que  incluyen FreePBX:
- FreePBX Distro
- AsteriskNOW
- trixbox CE

## Desarrollo
La primera versión, la versión 0.2 (28 de noviembre de 2004), fue nombrado como AMP project (AMP es una sigla del inglés de Asterisk Management Portal que significaba Portal de gestión de Asterisk). El proyecto fue renombrado a FreePBX por razones de marcas; Asterisk es una marca comercial registrada de la empresa Digium.
Ha habido varios cambios para dar cabida a las nuevas versiones de Asterisk, nuevos menús y soporte para capacidades adicionales tales como correo de voz, colas de llamadas, fax, múltiples idiomas, DAHDI y un directorio de usuario local.
Entre los fabricantes de hardware soportado incluyen Aastra Tecnologías, Algo, Ando, AudioCodes, Cisco Systems, Cyberdata, Digium, Grandstream, Mitel, Panasonic, Polycom, Sangoma, Snom, Xorcom, y Yealink. Los desarrolladores de FreePBX estiman que el software se ha desplegado en millones de sistemas PBX activos en más de 220 países y territorios.